# فنجرية منحوسة
الفَنْجَرِيَّة المَنْحُوسَة أو الفَافَنْجَة المَنْحُوسَة أو الفَوَافَانْجَة المَنْحُوسَة أو المَشْمَلَة البَرِيَّة أو الزَعْرُور الأَفْرِيقِي
المَشْمَلَة الأَفْرِيقِيَّة (الاسم العلمي:Vangueria infausta) هي نوع من النباتات تتبع جنس الفنجرية من الفصيلة الفوية.

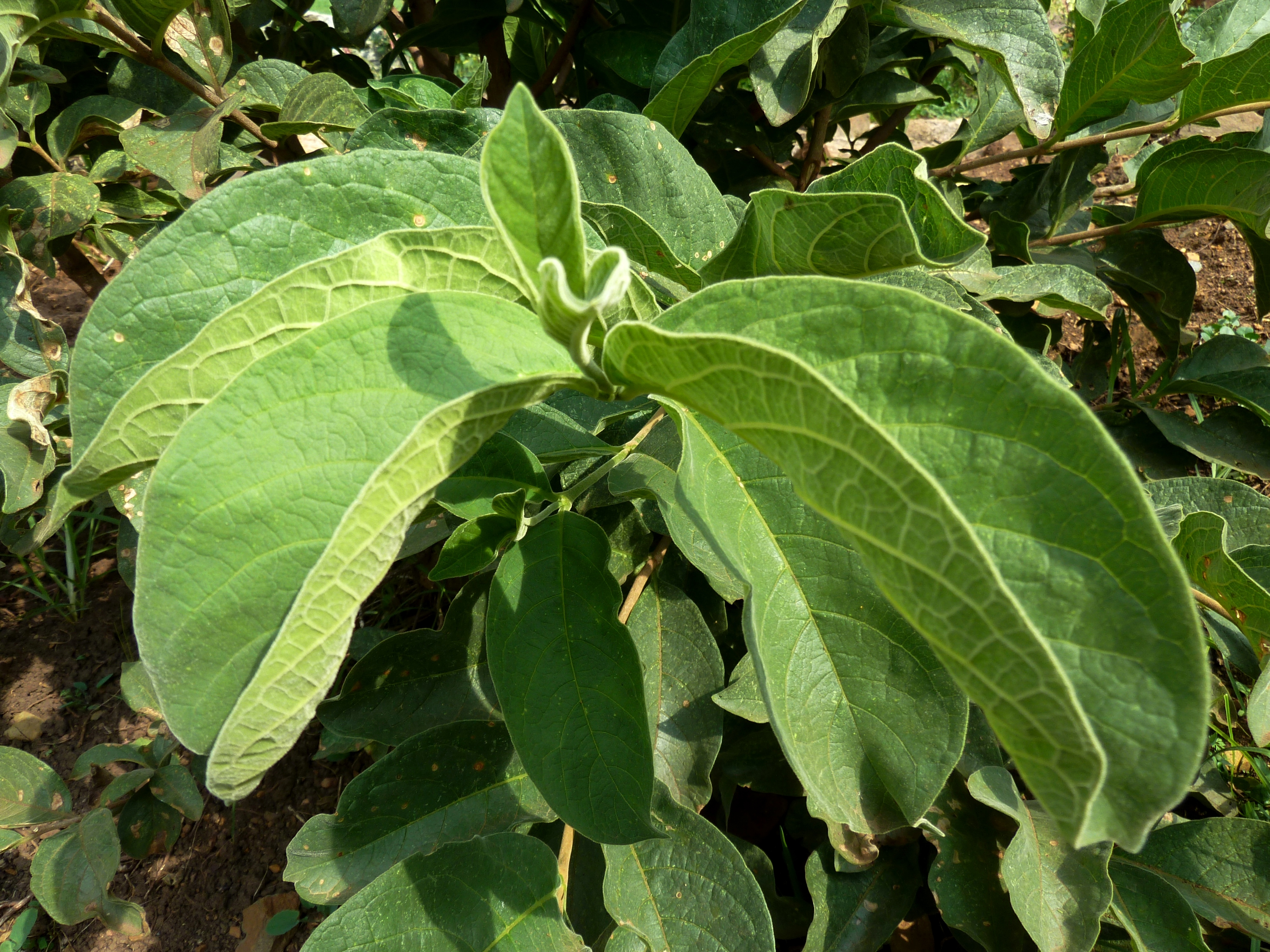
The boat-shaped leaves
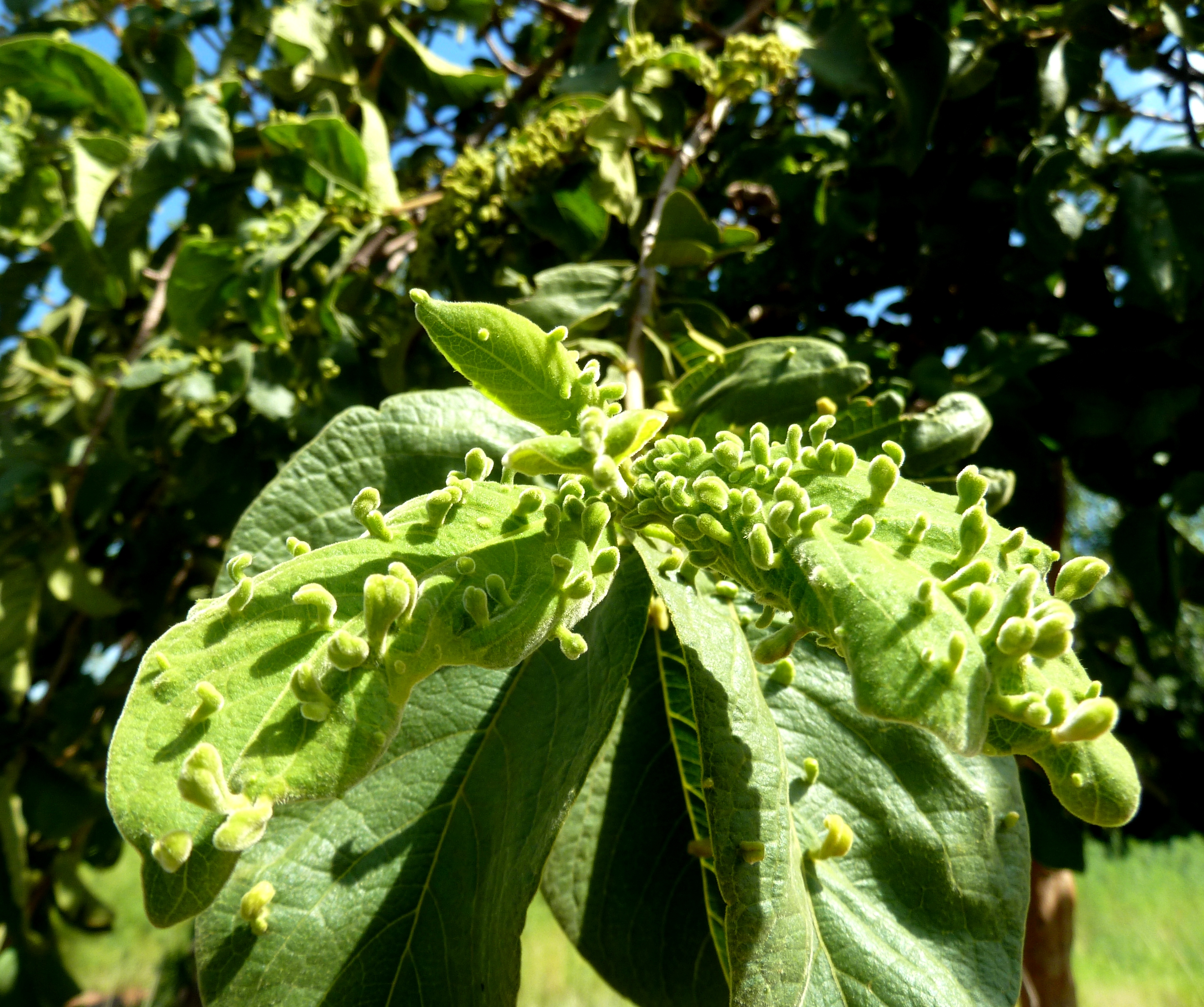
أكاليتس mite galls on leaves
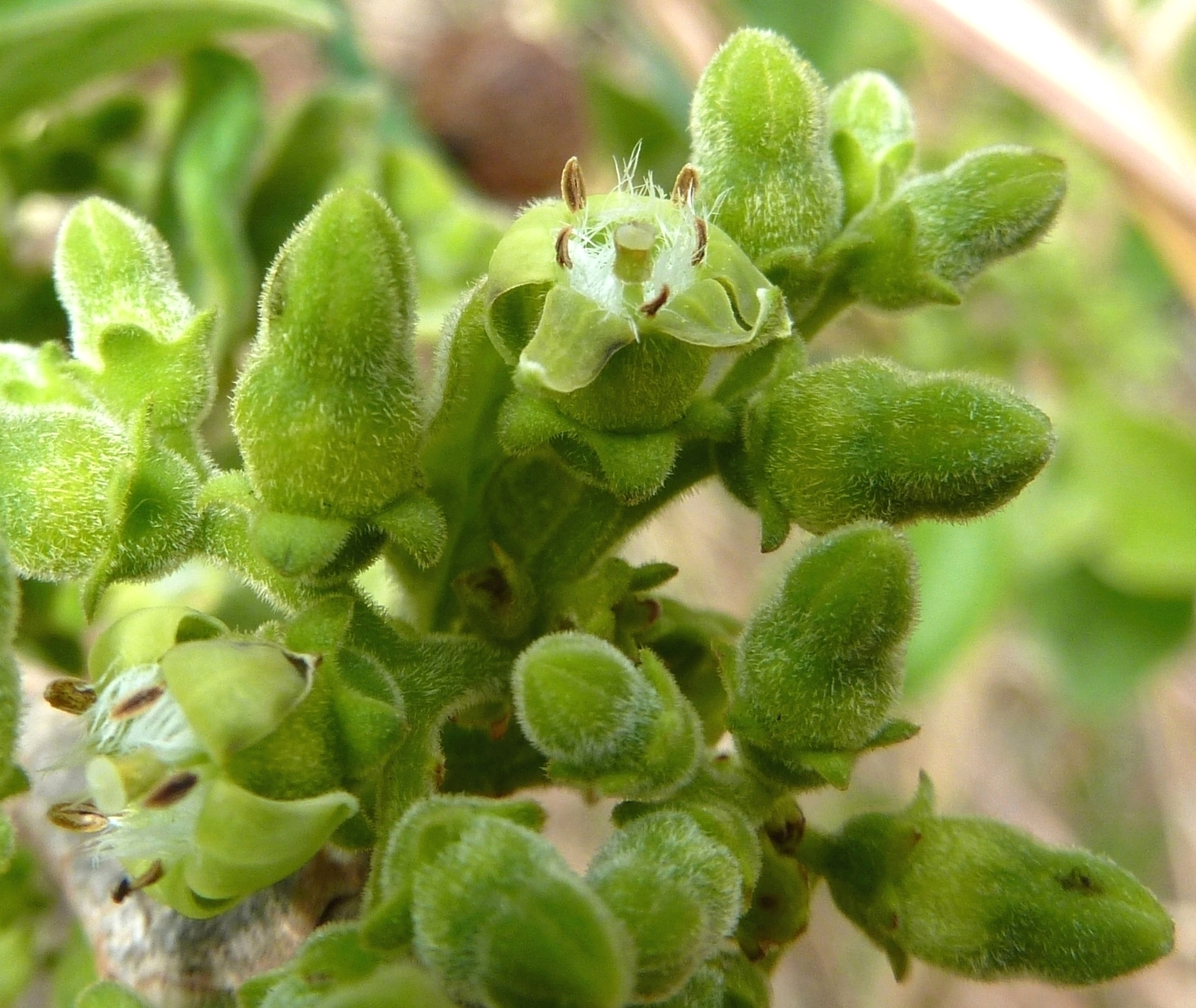
Flowers
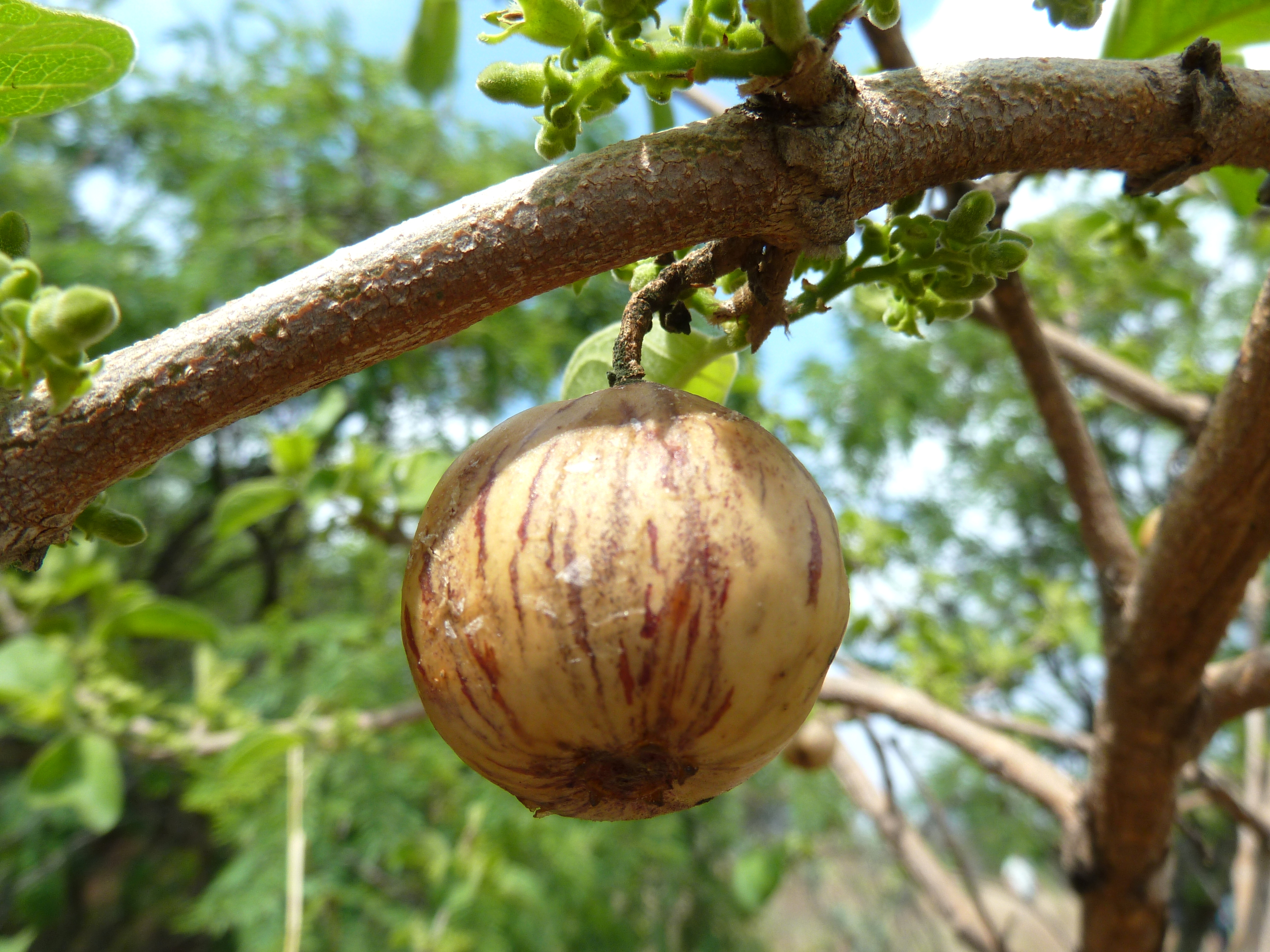
Fruit